# Albemarle County

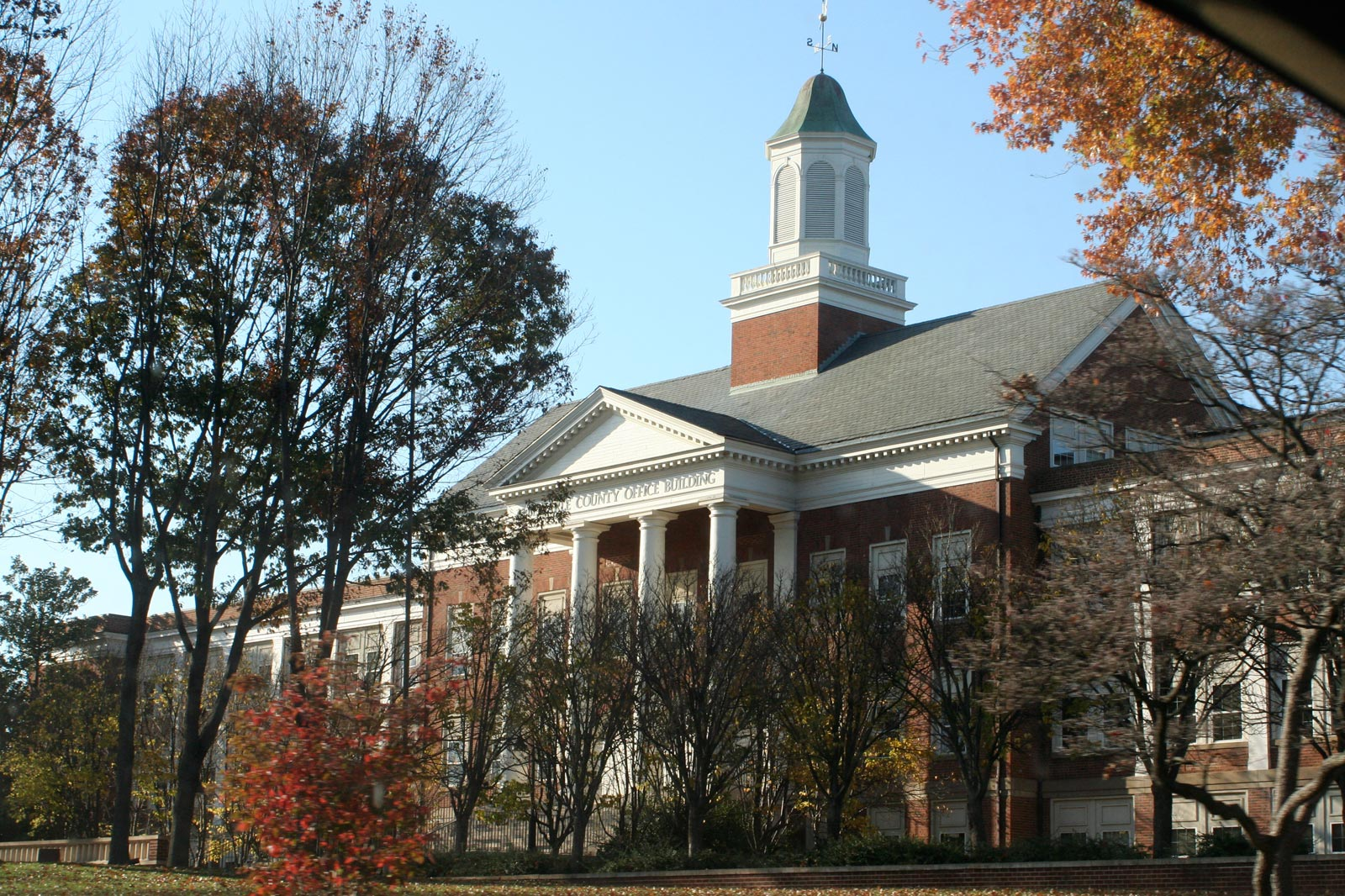
Albemarle County Office in Charlottesville

Albemarle County ist ein County im Bundesstaat Virginia der Vereinigten Staaten. Bei der Volkszählung im Jahr 2020 hatte das County 112.395 Einwohner und eine Bevölkerungsdichte von 60 Einwohnern pro Quadratkilometer. Der Verwaltungssitz (County Seat) ist Charlottesville.

## Geographie
Albemarle County liegt im mittleren Norden von Virginia und hat eine Fläche von 1881 Quadratkilometern, davon neun Quadratkilometer Wasserfläche. Es grenzt im Uhrzeigersinn an die Countys Greene County, Orange County, Louisa County, Fluvanna County, Buckingham County, Nelson County, Augusta County und Rockingham County.

## Geschichte
Albemarle County wurde am 6. Mai 1744 aus Teilen des Goochland County und des Louisa County gebildet. Benannt ist das Gebiet nach dem Gouverneur von Virginia Willem van Keppel, 2. Earl of Albemarle.

## Parks und Erholungsgebiete
Im County gibt es neun Parks mit verschiedenen Sportmöglichkeiten wie Baseball, Basketball, Fischen, Boot fahren, Tennis, Schwimmen, Softball, Soccer und vielen Wanderwegen und Bike-Touren. Alle Parks sind ganzjährig geöffnet.

## Demografische Daten
Nach der Volkszählung im Jahr 2000 lebten im Albemarle County 79.236 Menschen. Davon wohnten 1.535 Personen in Sammelunterkünften, die anderen Einwohner lebten in 31.876 Haushalten und 21.070 Familien. Die Bevölkerungsdichte betrug 42 Einwohner pro Quadratkilometer. Ethnisch betrachtet setzte sich die Bevölkerung zusammen aus 85,16 Prozent Weißen, 9,65 Prozent Afroamerikanern, 0,17 Prozent amerikanischen Ureinwohnern, 2,86 Prozent Asiaten, 0,01 Prozent Bewohnern aus dem pazifischen Inselraum und 0,86 Prozent aus anderen ethnischen Gruppen; 1,29 Prozent stammten von zwei oder mehr ethnischen Gruppen ab. 2,56 Prozent der Bevölkerung waren spanischer oder lateinamerikanischer Abstammung.

Alterspyramide des Albemarle County

Von den 31.876 Haushalten hatten 32,0 Prozent Kinder und Jugendliche unter 18 Jahre, die bei ihnen lebten. 54,2 Prozent waren verheiratete, zusammenlebende Paare, 9,1 Prozent waren allein erziehende Mütter, 33,9 Prozent waren keine Familien, 27,0 Prozent waren Singlehaushalte und in 8,0 Prozent lebten Menschen im Alter von 65 Jahren oder darüber. Die Durchschnittshaushaltsgröße betrug 2,44 und die durchschnittliche Familiengröße lag bei 2,99 Personen.
Auf das gesamte County bezogen setzte sich die Bevölkerung zusammen aus 24,8 Prozent Einwohnern unter 18 Jahren, 7,3 Prozent zwischen 18 und 24 Jahren, 30,9 Prozent zwischen 25 und 44 Jahren, 24,5 Prozent zwischen 45 und 64 Jahren und 12,5 Prozent waren 65 Jahre alt oder darüber. Das Durchschnittsalter betrug 37 Jahre. Auf 100 weibliche Personen kamen 92,2 männliche Personen. Auf 100 Frauen im Alter von 18 Jahren oder darüber kamen statistisch 88,6 Männer.
Das jährliche Durchschnittseinkommen eines Haushalts betrug 50.749 USD, das Durchschnittseinkommen der Familien betrug 63.407 USD. Männer hatten ein Durchschnittseinkommen von 39.622 USD, Frauen 30.645 USD. Das Prokopfeinkommen betrug 28.852 USD. 4,20 Prozent der Familien und 6,70 Prozent der Bevölkerung lebten unterhalb der Armutsgrenze. Davrunter waren 6,5 Prozent der Kinder und Jugendlichen unter 18 Jahren und 4,7 Prozent der Senioren ab 65 Jahren.

## Gemeindegliederung
(Einwohner nach dem United States Census 2010)
| Towns 1. Scottsville 1 (566) | Towns 1. Scottsville 1 (566) | Census-designated places (CDP) 1. Afton 2(313) erstmals 2020 2. Crozet (5.565) 3. Earlysville (1.153) neu im Jahr 2020 4. Esmont (528) 5. Free Union (193) 6. Hollymead (7.690) 7. Ivy (905) 8. Keswick (321) neu im Jahr 2020 9. North Garden (461) neu im Jahr 2020 10. Pantops (3.027) 11. Piney Mountain (1.130) 12. Rio (2.076) neu im Jahr 2020 13. Rivanna (1.860) 14. University of Virginia (CDP) (7.704) | Census-designated places (CDP) 1. Afton 2(313) erstmals 2020 2. Crozet (5.565) 3. Earlysville (1.153) neu im Jahr 2020 4. Esmont (528) 5. Free Union (193) 6. Hollymead (7.690) 7. Ivy (905) 8. Keswick (321) neu im Jahr 2020 9. North Garden (461) neu im Jahr 2020 10. Pantops (3.027) 11. Piney Mountain (1.130) 12. Rio (2.076) neu im Jahr 2020 13. Rivanna (1.860) 14. University of Virginia (CDP) (7.704) | | |
| Unincorporated Communities | | | | | |
| - Advance Mills - Alberene - Ardwood - Arrowhead - Barracks - Barterbrook - Batesville - Bedford Hills - Bellair - Bentivar - Berkeley - Berkmar - Blenheim - Boiling Spring - Boonesville - Branchland - Briarwood - Brinnington - Brookwood - Brownsville - Browntown - Burnley | - Camelot - Campbell - Carrsbrook - Cedarmere - Chapel Hills - Chestnut Grove - Cismont - Clover Hill - Cobham - Colthurst - Commonwealth - Country Green - Covesville - Damon - Davis Shop - Doylesville - Earlysville Heights - Eastham - Ednam - Ehart - Everettsville | - Fairgrove - Farmington - Flordon - Franklin - Freetown - Gilbert - Glenaire - Glendower - Glenmore - Glenorchy - Greenfields - Greenwood - Hatton - Heards - Howardsville - Hunters Hall - Hydraulic - Inglecress - Keene - Key West - Langford - Lexington - Shadwell | - Liberty Hill - Lindsay - Little Clover Hill - Loch Leigh - Mallard Lake - McCullough - Meriwether Hill - Midway - Mill Creek - Mill Ridge - Mill Run - Millington - Milton - Milton Heights - Milton Hills - Miran Forest - Montvue - Mountfair - Newtown - Nob Hill - Northfields | - Nortonsville - Norwood - Oak Hill - Old Dominion - Overton - Owensville - Patterson Store - Peacock Hill - The Pines - Porters - Proffit - Queen Charlotte - Raintree - Redland - Rio Heights - Rivanna - Rose Hill - Rosena - Rugby - Shadwell - Simeon - Solaris | - Springfield - Squire Hill - Stillfield - Stonehenge - Stony Point - Tapscott - Terrybrook - Thurston - Townwood - Warren - Watts - Waverly - West Leigh - Westfield - Westmoreland - White Hall - Wildwood - Wilhait - Willoughby - Windrift - Woodbrook - Woodridge - Yancey Mills |